# The Last Domino? Tour
The Last Domino? Tour est une tournée du groupe de rock progressif britannique Genesis, organisée après l'annonce de la réunion de ses membres après une interruption de treize ans. Il comprend le trio en place depuis 1978, composé du claviériste Tony Banks, du chanteur Phil Collins et du bassiste et guitariste Mike Rutherford, accompagné de Daryl Stuermer aux guitares et à la basse, de Nic Collins, fils de Phil, à la batterie, et pour la première fois de deux choristes (et occasionnellement percussionnistes) : Patrick Smyth et Daniel Pierce.
La tournée comprend quarante-sept concerts à travers l'Europe et l'Amérique du Nord entre le 20 septembre 2021 et le 26 mars 2022, marquant les premières représentations de Genesis depuis que le trio s'est réuni pour la tournée Turn It On Again en 2007. L'étape britannique est reportée trois fois en raison de la pandémie de Covid-19, les concerts de Londres étant reportés une quatrième fois.

## Contexte
Genesis se produit pour la dernière fois en 2007 lorsque Phil Collins retrouve Tony Banks et Mike Rutherford pour reformer le trio après une tentative infructueuse de s'adjoindre les anciens membres Peter Gabriel et Steve Hackett. Après la tournée Turn It On Again, le groupe entre dans une pause de 13 ans. Après la tournée de Phil Collins Not Dead Yet, Banks et Rutherford expriment leur intérêt pour une nouvelle tournée avec ce dernier. Tony Banks est ouvert à la poursuite du groupe après la tournée, en fonction de la façon dont les membres et le public l'auront accueillie, bien qu'il déclarera plus tard qu'après les dates de 2022, « Ce sera tout »,.  

## Développement

### Répétitions
Le 22 janvier 2020, le trio est aperçu lors d'un match de basket à New York, ce qui suscite des spéculations sur une éventuelle réunion. Des répétitions ont lieu avec Nic Collins et le guitariste en concert de longue date de Genesis, Daryl Stuermer. Les premières chansons qu'ils interprètent sont Land of Confusion et No Son of Mine, car elles ne sont pas considérées comme techniquement très difficiles.
Durant ces répétitions, Tony Banks y fait l'éloge du style de batterie de Nic, qu'il compare à son père jeune, et déclare que son approche donne au groupe l'occasion d'interpréter des chansons qu'ils ont auparavant évitées.
Patrick Woodroffe, qui a travaillé sur la tournée de 2007, est réembauché comme directeur de spectacle. La scénographie implique un système d'éclairage, un grand écran vidéo et des effets de brouillard pour interpréter les musiques. Pendant les répétitions à Londres, Genesis travaille jusqu'à vingt-quatre titres pour un spectacle estimé à deux heures. Les répétitions quotidiennes types impliquent une brève vérification du son, suivie par le groupe exécutant l'ensemble entier sans interruption, en partie pour aider Collins à renforcer sa voix. Les deux derniers jours des répétitions de production, une équipe de tournage de vingt personnes est embauchée pour filmer le groupe.

### Annonce et dates de la tournée
Le 4 mars 2020, le groupe annonce sa tournée à BBC Radio 2, indiquant qu'elle comprendra initialement dix dates en Irlande et au Royaume-Uni entre le 16 novembre et le 11 décembre 2020. La tournée porte le nom de la chanson Domino de l'album Invisible Touch. Tony Banks suggère d'ajouter un point d'interrogation à la fin.
Le 22 janvier 2021, Genesis publie une vidéo de cinquante secondes d'aperçu des répétitions filmées, révélant la scénographie choisie. La vidéo présente le groupe jouant l'ouverture de Behind the Lines de l'album Duke, avec pour la première fois de leur histoire l'aide de deux choristes,.

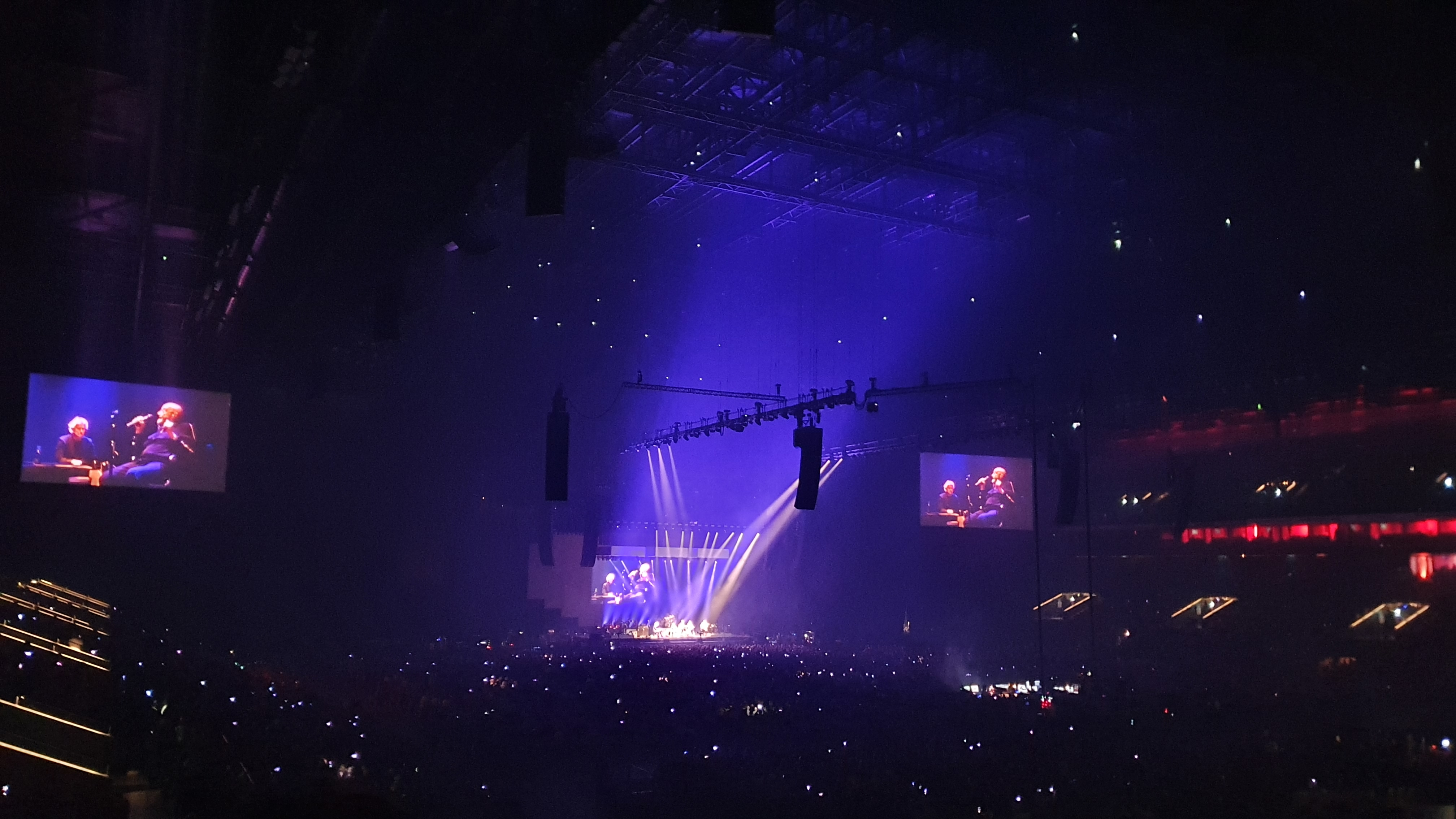
Le concert du 16 mars 2022 à la Paris La Défense Arena.

De nombreuses dates sont ajoutées au fil des mois en raison de la demande. Le 25 octobre 2021, il est annoncé une étape européenne couvrant l'Allemagne, la France et les Pays-Bas du 7 au 22 mars 2022. Celles-ci seront suivies des trois dates reportées à Londres à cause de la pandémie de Covid-19, portant le nombre total de prestations à quarante-sept.

### Album et documentaire
Le 29 juillet 2021, Genesis annonce un album portant le nom de la tournée, contenant les plus grands succès du groupe, The Last Domino? – The Hits, contenant les versions studio de chansons sorties entre 1973 et 1991. Le produit sort le 17 septembre 2021.
Le 1er septembre 2021, un documentaire d'une heure couvrant les répétitions et le groupe se préparant pour la tournée est disponible sur diverses chaînes de télévision PBS aux États-Unis. Il présente des interviews du groupe, des images des coulisses et des performances en direct de diverses chansons du tournage professionnel fin 2020.

### Recettes
La tournée des douze concerts au Royaume-Uni, ainsi que celui à Chicago représentent au total 134 323 billets vendus, pour 23 743 403 $ de recettes. Pour les concerts donnés aux États-Unis et au Canada (excepté Chicago), 230 596 billets sont vendus, avec des recettes s'élevant à 46 456 405 $.
Au total, la tournée génère environ 230 000 000 $, s'agissant de la tournée la plus rentable de l'année 2022, devant le groupe BTS.

## Répertoire

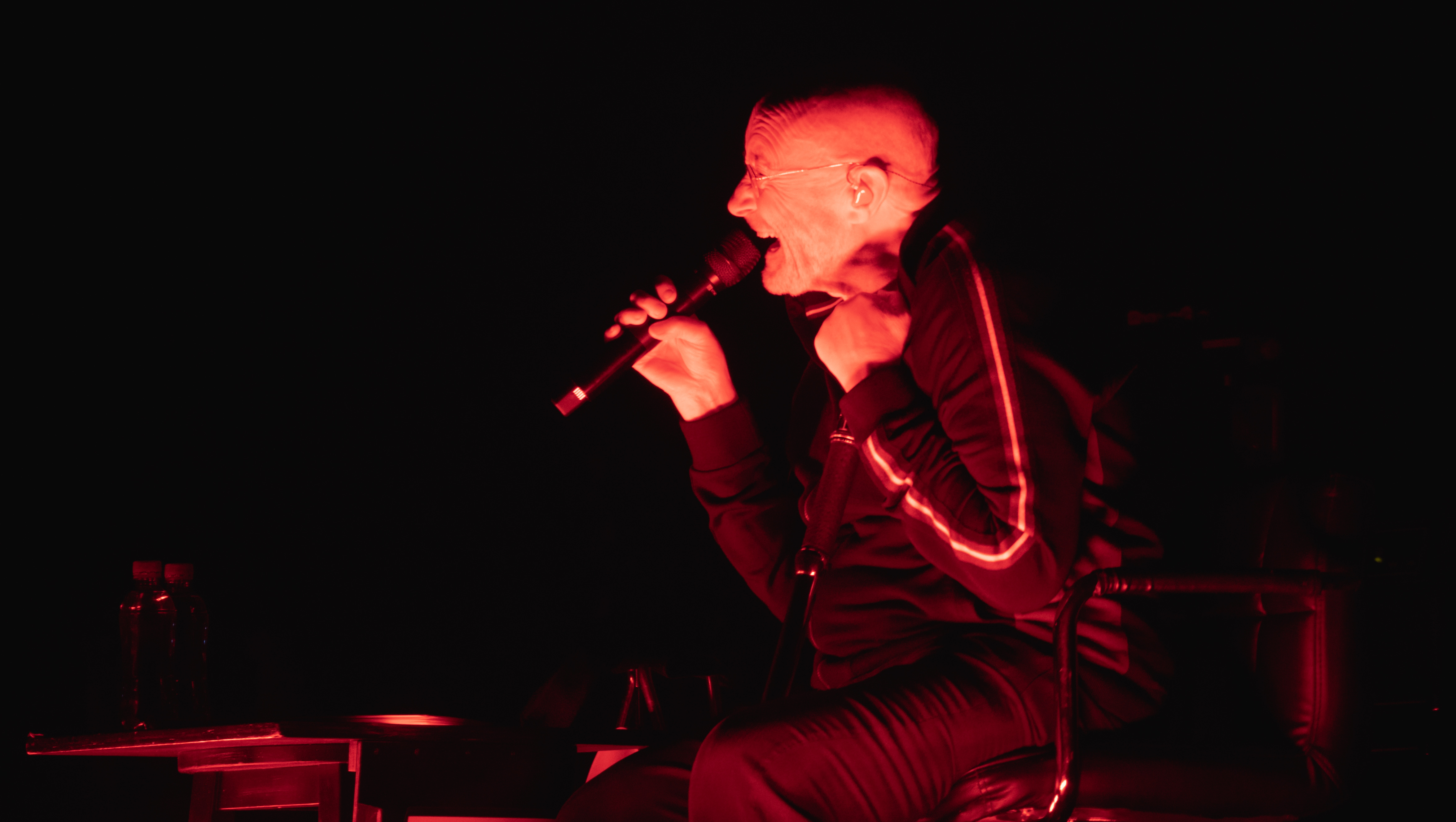
Phil Collins interprétant Mama lors du dernier concert.

### Set 1
1. Behind the Lines (introduction instrumentale), Duke's End (fin)
2. Turn It On Again (titre enchaîné avec le précédent)
3. Mama
4. Land of Confusion (après la présentation par Phil Collins qui mentionne la Covid-19 et Vladimir Poutine)
5. Home by the Sea / Second Home by the Sea (après la participation du public qui imite les fantômes par des « Ouh »)
6. Pot-Pourri :
  1. Fading Lights (uniquement la première partie avant la section instrumentale)
  2. The Cinema Show (uniquement la seconde partie instrumentale), incluant des extraits de Riding the Scree et In That Quiet Earth
  3. Afterglow

### Set acoustique
Les sept musiciens réunis au centre de la scène dont Tony Banks au piano, Daryl Stuermer à la guitare acoustique et Mike Rutherford à la basse (instruments inversés sur Follow You Follow Me)
1. That's All
2. The Lamb Lies Down on Broadway
3. Follow You Follow Me

### Set 2

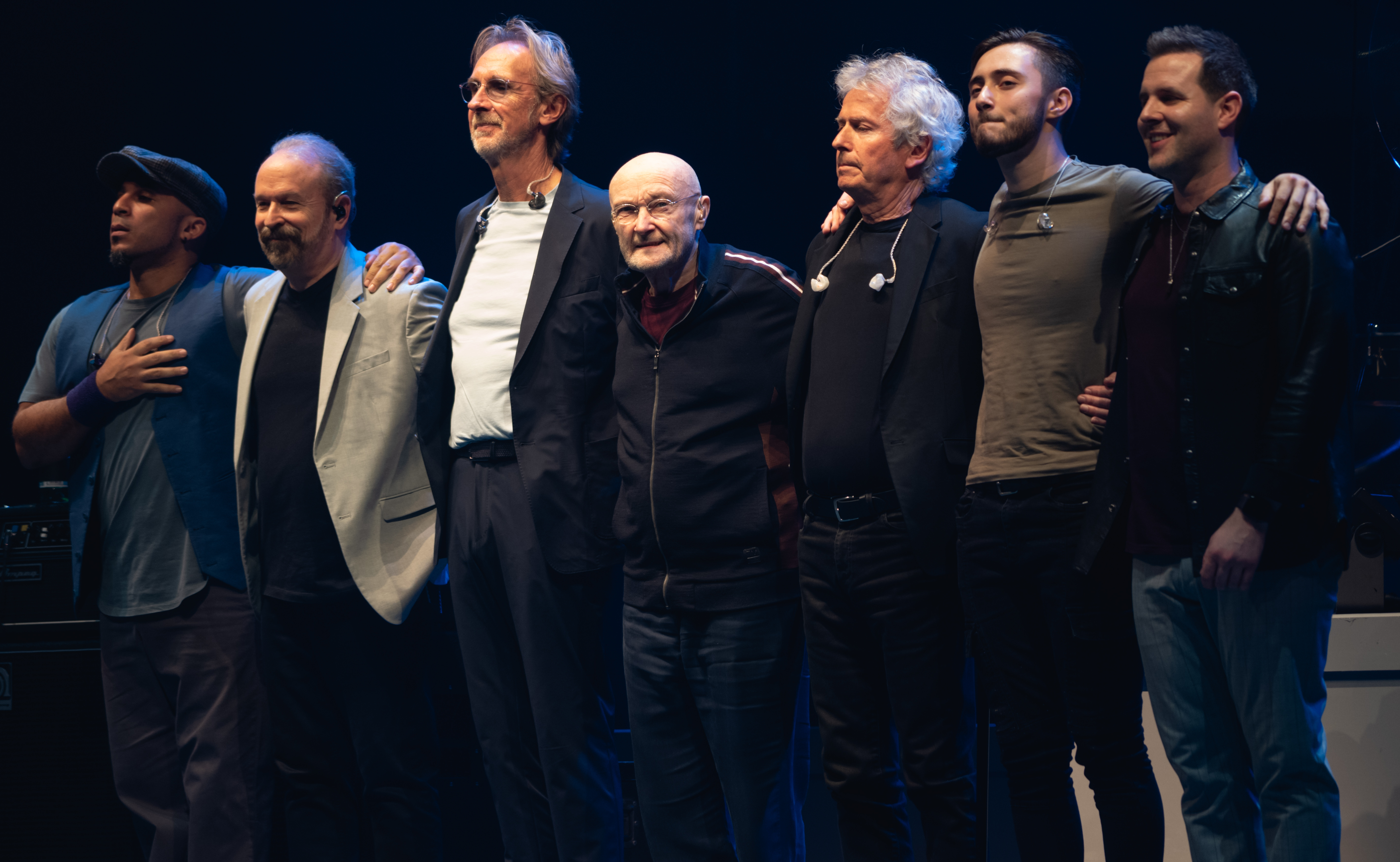
Genesis à la fin du dernier concert à Londres le 26 mars 2022.

1. Duchess[Note 1] ou Misunderstanding[Note 2]
2. No Son of Mine (après la présentation des musiciens)
3. Firth of Fifth (uniquement les solos de claviers et de guitare)
4. I Know What I Like (In Your Wardrobe), incluant le thème final de Stagnation et un solo de tambourin par Phil Collins (titre enchaîné avec le précédent)
5. Domino (In the Glow of the Night / The last domino) (après que Phil Collins a expliqué « Le principe des dominos »)
6. Throwing It All Away
7. Tonight, Tonight, Tonight (uniquement la première partie avant la section instrumentale)
8. Invisible Touch (titre enchaîné avec le précédent)

### Rappels
1. I Can't Dance
2. Dancing with the Moonlit Knight (intro) / The Carpet Crawlers

## Dates
| Date              | Ville            | Pays / Nation | Lieu                       | Spectateurs     |
| Europe            | Europe           | Europe        | Europe                     | Europe          |
| ----------------- | ---------------- | ------------- | -------------------------- | --------------- |
| 20 septembre 2021 | Birmingham       | Angleterre    | Utilita Arena Birmingham   | 29,550 / 33,993 |
| 21 septembre 2021 | Birmingham       | Angleterre    | Utilita Arena Birmingham   | 29,550 / 33,993 |
| 22 septembre 2021 | Birmingham       | Angleterre    | Utilita Arena Birmingham   | 29,550 / 33,993 |
| 24 septembre 2021 | Manchester       | Angleterre    | AO Arena                   | 21,014 / 24,092 |
| 25 septembre 2021 | Manchester       | Angleterre    | AO Arena                   | 21,014 / 24,092 |
| 27 septembre 2021 | Leeds            | Angleterre    | First Direct Arena         | 18,172 / 20,880 |
| 28 septembre 2021 | Leeds            | Angleterre    | First Direct Arena         | 18,172 / 20,880 |
| 30 septembre 2021 | Newcastle        | Angleterre    | Utilita Arena Birmingham   | 13,513 / 15,956 |
| 1er octobre 2021  | Newcastle        | Angleterre    | Utilita Arena Birmingham   | 13,513 / 15,956 |
| 3 octobre 2021    | Liverpool        | Angleterre    | M&S Bank Arena             | 17,086 / 19,064 |
| 4 octobre 2021    | Liverpool        | Angleterre    | M&S Bank Arena             | 17,086 / 19,064 |
| 7 octobre 2021    | Glasgow          | Écosse        | OVO Hydro                  | 9,860 / 10,918  |
| Amérique du Nord  |                  |               |                            |                 |
| 15 novembre 2021  | Chicago          | États-Unis    | United Center              | 25,128 / 25,128 |
| 16 novembre 2021  | Chicago          | États-Unis    | United Center              | 25,128 / 25,128 |
| 18 novembre 2021  | Washington, D.C. | États-Unis    | Capital One Arena          | 12,625 / 12,625 |
| 19 novembre 2021  | Raleigh          | États-Unis    | PNC Arena                  | 9,260 / 12,500  |
| 20 novembre 2021  | Charlotte        | États-Unis    | Spectrum Center            | 13,620 / 13,620 |
| 22 novembre 2021  | Montreal         | Canada        | Centre Bell                | 26,440 / 26,440 |
| 23 novembre 2021  | Montreal         | Canada        | Centre Bell                | 26,440 / 26,440 |
| 25 novembre 2021  | Toronto          | Canada        | Scotiabank Arena           | 21,407 / 23,500 |
| 26 novembre 2021  | Toronto          | Canada        | Scotiabank Arena           | 21,407 / 23,500 |
| 27 novembre 2021  | Buffalo          | États-Unis    | KeyBank Center             | 12,440 / 12,440 |
| 29 novembre 2021  | Detroit          | États-Unis    | Little Caesars Arena       | 10,501 / 11,200 |
| 30 novembre 2021  | Cleveland        | États-Unis    | Rocket Mortgage FieldHouse | 13,917 / 13,917 |
| 2 décembre 2021   | Philadelphie     | États-Unis    | Wells Fargo Center         | 26,846 / 26,846 |
| 3 décembre 2021   | Philadelphie     | États-Unis    | Wells Fargo Center         | 26,846 / 26,846 |
| 5 décembre 2021   | New York         | États-Unis    | Madison Square Garden      | 23,160 / 23,160 |
| 6 décembre 2021   | New York         | États-Unis    | Madison Square Garden      | 23,160 / 23,160 |
| 8 décembre 2021   | Columbus         | États-Unis    | Nationwide Arena           | 12,597 / 12,597 |
| 10 décembre 2021  | Elmont           | États-Unis    | UBS Arena                  | 12,309 / 12,309 |
| 13 décembre 2021  | Pittsburgh       | États-Unis    | PPG Paints Arena           | 10,492 / 11,234 |
| 15 décembre 2021  | Boston           | États-Unis    | TD Garden                  | 21,746 / 21,746 |
| 16 décembre 2021  | Boston           | États-Unis    | TD Garden                  | 21,746 / 21,746 |
| Europe            |                  |               |                            |                 |
| 7 mars 2022       | Berlin           | Allemagne     | Mercedes-Benz Arena        | 20,276 / 20,276 |
| 8 mars 2022       | Berlin           | Allemagne     | Mercedes-Benz Arena        | 20,276 / 20,276 |
| 10 mars 2022      | Hanovre          | Allemagne     | ZAG Arena                  | 19,586 / 19,586 |
| 11 mars 2022      | Hanovre          | Allemagne     | ZAG Arena                  | 19,586 / 19,586 |
| 13 mars 2022      | Cologne          | Allemagne     | Lanxess Arena              | —               |
| 14 mars 2022      | Cologne          | Allemagne     | Lanxess Arena              | —               |
| 16 mars 2022      | Paris (Nanterre) | France        | Paris La Défense Arena     | 45,889 / 45,889 |
| 17 mars 2022      | Paris (Nanterre) | France        | Paris La Défense Arena     | 45,889 / 45,889 |
| 19 mars 2022      | Cologne          | Allemagne     | Lanxess Arena              | —               |
| 21 mars 2022      | Amsterdam        | Pays-Bas      | Ziggo Dome                 | 26,168 / 26,168 |
| 22 mars 2022      | Amsterdam        | Pays-Bas      | Ziggo Dome                 | 26,168 / 26,168 |
| 24 mars 2022      | Londres          | Angleterre    | O2 Arena                   | 43,648 / 43,648 |
| 25 mars 2022      | Londres          | Angleterre    | O2 Arena                   | 43,648 / 43,648 |
| 26 mars 2022      | Londres          | Angleterre    | O2 Arena                   | 43,648 / 43,648 |

## Dates annulées
| Date              | Ville    | Pays / Nation   | Lieu              | Raison                                |
| ----------------- | -------- | --------------- | ----------------- | ------------------------------------- |
| 15 septembre 2021 | Dublin   | Irlande         | 3Arena            | Pandémie de Covid-19                  |
| 16 septembre 2021 | Dublin   | Irlande         | 3Arena            | Pandémie de Covid-19                  |
| 18 septembre 2021 | Belfast  | Irlande du Nord | SSE Arena Belfast | Pandémie de Covid-19                  |
| 8 octobre 2021    | Glasgow  | Écosse          | OVO Hydro         | Test Covid-19 positif dans le groupe, |
| 11 décembre 2021  | Brooklyn | États-Unis      | Barclays Center   | Circonstances imprévues               |

## Membres du groupe

### Genesis
- Tony Banks : claviers (synthétiseurs, piano)
- Phil Collins : chant, tambourin, présentation des chansons et des musiciens
- Mike Rutherford : guitare électrique, guitare basse, pédalier de basse, guitare double-manche douze cordes et basse, présentation de Phil Collins

### Musiciens supplémentaires
- Nic Collins : batterie, percussions
- Daryl Stuermer : guitares électrique et acoustique, guitare basse, pédalier de basse
- Daniel Pearce : chœurs, percussions
- Patrick Smyth : chœurs, tambourin